# Misfits (banda)
Misfits es una banda estadounidense de horror punk y hardcore punk formada en la ciudad de Lodi, Nueva Jersey, fundada y liderada originalmente por el cantante Glenn Danzig. Su estilo musical se relaciona fuertemente con géneros como el heavy metal y el rock and roll.
The Misfits siempre ha mostrado afinidad con el público del metal a pesar de tocar punk-rock. 
En sus inicios tocaban un punk rock parecido al de sus grandes amigos Ramones y con claras influencias del punk inglés de los '70, pero luego se volcaron definitivamente al Hardcore Punk de la escuela Californiana de bandas como Black Flag y Circle Jerks.
Además, su imagen tenebrosa y asociada al cine de terror, creó sin quererlo, una nueva variante del Punk conocida como Horror Punk. 
La violencia y la velocidad de sus canciones en esa etapa fue el motivo por el cual algunas bandas de la escena del Thrash Metal como Metallica, se sintieran influenciadas y Misfits logró afinidad con ese público, aún siendo una banda histórica del punk.
La primera formación del grupo estaba constituida por el vocalista Glenn Danzig, el bajista Jerry Only, el baterista Manny Martínez y el guitarrista Franché Coma. En noviembre de 1978 entra Bobby Steele como guitarrista en reemplazo de Franché Coma y Joey Image como baterista. Con esta formación grabaron varios EP e incluso gran parte de fanes dicen que esta fue su mejor formación. Esta alineación duraría hasta 1980, luego del despido de Steele por parte de Danzig y Only para que entre Paul Caiafa, hermano menor de Jerry Only. Arthur Googy tocó la batería entre 1980 y 1982, tras la salida de Joey Image en 1980. En 1982 entra Robo como baterista y siendo esta su formación más clásica y recordada por los fanes. Tras diferencias musicales, Glenn Danzig disolvió la banda en 1983.   
A pesar de que la banda se separó en 1983, Jerry Only reunió a otros músicos para reformar la banda, pero sin el compositor, vocalista y fundador Glenn Danzig.
Los miembros fueron pioneros en utilizar el maquillaje corpse paint y Jerry Only fue el inventor del estilo de peinado devilock.

## Historia
Misfits ha sido considerada a lo largo de los años como una de las bandas más importantes del movimiento punk contemporáneo, siendo uno de los integrantes de la primera ola del género y difusores del mismo; además, crearon una variante llamada horror punk, que se ha desarrollado a lo largo de las últimas décadas. A través del tiempo el grupo se ha caracterizado por componer canciones basadas en películas de terror y ciencia ficción, y por su imagen terrorífica y conflictos dentro y fuera del escenario.
El logo de la banda surge de un personaje de una serie televisiva de 1946 llamada The Crimson Ghost.
Durante su carrera, la banda ha pasado por dos etapas claramente definidas. La primera con el vocalista y fundador Glenn Danzig hasta 1983 (el último disco en que participa Glenn es el sencillo publicado en 1984 Die, Die My Darling) y la segunda, desde 1994, primero con el vocalista Michale Graves y luego incorporando a tres integrantes de los principales grupos de punk rock de la primera ola: Marky Ramone (Ramones) en la batería, Dez Cadena (Black Flag) en la guitarra y Jerry Only como vocalista y bajista, siendo el único que ha tocado en todos los álbumes del grupo. 
La banda fue formada en 1977 por Glenn Danzig. La primera etapa de Misfits fue desde 1977 hasta 1983, y terminó debido a diferencias musicales entre Danzig y los otros integrantes de la banda (Jerry Only y su hermano, el guitarrista Doyle Wolfgang von Frankenstein).
Estos últimos dos fueron los encargados de la llamada «resurrección» de Misfits en su segunda etapa, que se comenzó a idear a finales del año 1989 pero que debido a problemas legales con Danzig no se concretó hasta 1994, con un nuevo vocalista, Michael Graves, y baterista, Dr. Chud. En esta etapa grabaron el influyente disco American Psycho (1997), el tercer álbum de estudio, que les devolvió al primer plano de la escena musical, obteniendo muy buena recepción por parte de la crítica y público en general. Sin embargo, a pesar del éxito, esta etapa duró solo seis años, hasta que en 2001 nuevas diferencias surgieron entre los integrantes de la banda generando la salida de ella en primer lugar de Graves y Dr. Chud y luego de Doyle, los cuales fueron sustituidos por Dez Cadena (guitarra) y Marky Ramone (batería). Desde 2004, Misfits ya no cuenta con Marky Ramone en la batería, lugar que ocupa otro veterano de la vieja escuela punk, el colombiano ROBO, que ya había tocado anteriormente en Misfits entre 1982 y 1983 cuando grabaron su segundo álbum de estudio, el aclamado disco Earth A.D./Wolfs Blood. 
En 2007 la banda celebró su 30.º aniversario con una serie de recitales por Europa, Asia, Canadá, México y Estados Unidos, incluyendo el Cerro Sombrero, en la Región de Magallanes y de la Antártica Chilena. En 2010, ROBO decidió abandonar la banda, para volver a su país y estar con su familia, por lo cual regresa el exbaterista de Murphy's Law, Eric Arce, quien ya había colaborado con la banda en ocasiones anteriores. Posteriormente la formación quedó como sigue: Jerry Only como vocalista y bajista, Dez Cadena en la guitarra y coros y Eric Arce en la batería; con esta alineación se mantuvieron activos realizando conciertos alrededor de todo el mundo. 
El sexto álbum de estudio de la banda, titulado The Devil's Rain, fue grabado con el productor Ed Stasium (Ramones, Living Colour) y publicado el 4 de octubre de 2011.
En 2013, el guitarrista Dez Cadena anunció su salida oficial de la banda por Facebook, con un mensaje diciendo que prefería luchar por su vida, ya que el año anterior le habían detectado cáncer de garganta, y le habían extirpado un tumor de la laringe, haciendo que lo dejara con dificultad para hablar; después de su salida Jerry Only presentó a su hijo, Jerry Caiafa II, como nuevo guitarrista en un concierto.
En septiembre de 2016, por primera vez en 33 años, Danzig, Only y Doyle se reunieron para dos shows principales en el Riot Fest, junto con el baterista Dave Lombardo y el segundo guitarrista Acey Slade. También se reunieron para dos shows de Nochevieja en Las Vegas y Los Ángeles en diciembre de 2017. Se presentaron nuevamente en el Prudential Center en Newark, Nueva Jersey, el 19 de mayo de 2018. El 27 de abril de 2019 tocaron en el Allstate Arena en Chicago, Illinois. En el 2023, realizaron diversas presentaciones en vivo en distintas ciudades de los EE. UU. El 17 de mayo de 2024, se presentaron en el festival de música y arte "Sonic Temple" celebrado en el Historic Crew Stadium de la ciudad de Columbus, Ohio, nuevamente con Lombardo en la batería y Slade en la segunda guitarra.

## Discografía

### Álbumes de estudio
- Walk Among Us (1982)
- Earth A.D./Wolfs Blood (1983)
- American Psycho (1997)
- Static Age (publicado en julio de 1997, grabado en 1978)
- Famous Monsters (1999)
- The Devil's Rain (2011)

### Sencillos, en vivos y EPs
- Cough/Cool (1977)
- Bullet (1977)
- Teenagers From Mars (1977)
- Who Killed Marilyn? (1978)
- Horror Business (1978)
- Night Of The Living Dead (1979)
- Beware (1979)
- 3 Hits from Hell (1980)
- Halloween (1980)
- Evilive (EP en vivo, 1981)
- Die, Die My Darling (1984)
- Dig Up Her Bones (1996)
- I Wanna Be a NY Ranger (1997)
- Scream! (1998)
- Monster Mash (1998)
- Day the Earth Caught Fire (2001)
- Psycho in the Wax Museum (2005)
- Land of the Dead (2009)
- Descending Angel (2012)
- Horror X-Mas (2012)
- Vampire Girl (2015)
- Zombie Girl (2015)
- Friday The 13th (2016)

### Álbumes recopilatorios, de versiones o en vivo
- Legacy of Brutality (vinilo, casete, CD, 1984).
- Misfits (vinilo, casete, CD, 1985).
- Misfits II (vinilo, casete, CD, 1989).
- Evilive II (vinilo, casete, CD, 1997).
- 12 Hits From Hell (CD publicado en 2001 pero grabado en 1980; álbum no oficial)
- Cuts from the Crypt (CD, 2001).
- Project 1950 (2004).
- Dead Alive! (CD, 2012).

## Miembros

### Miembros actuales
- Glenn Danzig - voz (1977-1983) (2016-presente)
- Jerry Only - bajo, voz, coros (1977-1983) (1995-presente)
- Doyle Wolfgang von Frankenstein: guitarra líder (1980-1983) (1995-2001) (2016-presente)
- Dave Lombardo - batería (2016-presente)
- Acey Slade - guitarra rítmica, coros (2016–presente)

### Miembros anteriores
- Franché Coma - guitarra (1977-1978)
- Bobby Steele - guitarra (1978-1980)
- Manny Martínez - batería (1977)
- Mr. Jim - batería (1977-1978)
- Rick Riley - guitarra (1978)
- Joey Image - batería (1978-1979)
- Arthur Googy - batería (1980-1982)
- ROBO - batería (1982-1983, 2005-2010)
- Brian Damage - batería (1983)
- Dr. Chud - batería (1995-2000)
- Michale Graves - voz (1995-2000)
- Myke Hideous - voz (1998)
- Zoli Téglás - voz (2000)
- Marky Ramone - batería (2000-2004)
- Dez Cadena - guitarra (2001-2015)
- Eric "Goat" Arce - batería (2010-2016)
- Marc Rizzo - guitarra (2015)